# Santee (Nebraska)
Santee és una població dels Estats Units a l'estat de Nebraska. Segons el cens del 2000 tenia 302 habitants.

## Demografia
Segons el cens del 2000, Santee tenia 302 habitants, 98 habitatges, i 64 famílies. La densitat de població era de 208,2 habitants per km².
Dels 98 habitatges en un 42,9% hi vivien nens de menys de 18 anys, en un 20,4% hi vivien parelles casades, en un 35,7% dones solteres, i en un 33,7% no eren unitats familiars. En el 25,5% dels habitatges hi vivien persones soles el 7,1% de les quals corresponia a persones de 65 anys o més que vivien soles. El nombre mitjà de persones vivint en cada habitatge era de 3,08 i el nombre mitjà de persones que vivien en cada família era de 3,71.
Per edats la població es repartia de la següent manera: un 45% tenia menys de 18 anys, un 11,6% entre 18 i 24, un 25,2% entre 25 i 44, un 13,2% de 45 a 60 i un 5% 65 anys o més.
L'edat mediana era de 21 anys. Per cada 100 dones de 18 o més anys hi havia 80,4 homes.
La renda mediana per habitatge era de 16.250 $ i la renda mediana per família de 17.813 $. Els homes tenien una renda mediana de 21.875 $ mentre que les dones 21.875 $. La renda per capita de la població era de 7.879 $. Aproximadament el 47,5% de les famílies i el 45,4% de la població estaven per davall del llindar de pobresa.

## Poblacions més properes
El següent diagrama mostra les poblacions més properes.